# 조반니 베넬리
조반니 베넬리(이탈리아어: Giovanni Benelli, 1921년 5월 12일 - 1982년 10월 26일)는 이탈리아의 로마 가톨릭교회 추기경이다. 1977년부터 선종할 때까지 피렌체 대교구장을 지냈으며 1977년 추기경에 서임되었다.

## 생애

### 젊은 시절과 서품
조반니 베넬리는 이탈리아 토스카나주 베르니오 출신으로 루이지 베넬리와 마리아 베넬리 부부 사이에서 다섯 자녀 가운데 막내로 태어났다. 숙부인 줄리오 베넬리는 프란치스코회 수사였다. 태어난 다음날인 5월 13일 날, 유아세례를 받았다. 조반니 베넬리는 1931년 피스토이아 신학교에 입학하였으며, 나중에 교황청립 그레고리오 대학교와 로마 교회 아카데미에 진학하였다. 1939년 12월 23일 삭발례를 받았으며, 1943년 10월 31일 사제 서품을 받았다. 당시 그의 나이 22세였다. 조반니 베넬리는 1947년 그레고리오 대학교에서 공부를 마친 후, 1950년까지 로마에서 사목활동을 하였다.

### 교황청
곧 교회 내에서 조반니 베넬리는 뛰어난 능력으로 주목을 받았으며 얼마 안가 로마 교황청에 들어가게 되었다. 1950년 8월 1일 조반니 바티스타 몬티니(훗날의 교황 바오로 6세)의 개인 비서가 된 조반니 베넬리는 1950년 7월 16일 몬시뇰이 되었다. 조반니 베넬리는 아일랜드 주재 교황 대사(1950–1953)와 프랑스 주재 교황 대사(1953–1960), 브라질 주재 교황 대사의 감사원(1960–1962), 스페인 주재 교황 대사의 고문(1962–1965) 유네스코 교황청 대표 참관자(1965–1966) 등으로도 부임하였다.

### 대주교
1966년 6월 11일, 조반니 베넬리는 투수로의 명의 대주교 및 세네갈 주재 교황대사로 임명되었다. 조반니 베넬리의 주교 착좌식은 그해 9월 11일에 거행되었다. 1967년 6월 29일 그는 국무원의 부원장에 임명되면서 다시 로마 교황청에 등용되었다. 이후 10년 동안 그는 자신의 옛 상관이었던 교황 바오로 6세를 위하여 많은 일을 하였으며, 그 공로를 인정받아 여러 가지 직책을 도맡았다. 과감하고 정력적인 성향 때문에 그는 종종 바티칸 내에서 ‘베를린 장벽’, ‘바티칸의 키신저’ 등이라는 별명으로 불렸다. 그는 국무원 부원장으로 재직하는 동안 대체로 권위주의적인 성향을 보였으며, 그보다 더 위급인 고위 성직자들의 채널도 모두 그를 통해서만 전해졌다.
조반니 베넬리는 1977년 6월 3일 피렌체 대교구장에 임명되었으며, 그해 6월 27일에는 산타 프리스카 성당의 사제급 추기경에 서임되었다.

### 강력한 교황 후보
교황 바오로 6세가 선종하자 그의 뒤를 이을 후임자로 조반니 베넬리 추기경의 이름이 거론되었다. 왜냐하면 그가 전임 교황 바오로 6세의 심복이었을 뿐만 아니라 이탈리아인이었기 때문이다. 그는 1978년 8월에 개최된 콘클라베와 10월에 개최된 콘클라베에 강력한 교황 후보이자 선거인 추기경으로서 참석하였지만, 베드로좌에 착좌할 만큼 충분한 표를 얻지 못하였다. 8월 콘클라베에서 조반니 베넬리는 막판에 알비노 루치아니 추기경을 지지하였으며, 결국 루치아니 추기경이 과반수의 득표를 얻어 교황 요한 바오로 1세가 되었으나 단명하고 말았다.

### 말년과 죽음
조반니 베넬리는 계속 피렌체 대교구장으로 재직하던 중 심장발작으로 선종하였다. 향년 61세였다. 그의 시신은 산타 마리아 델 피오레 대성당에 안치되었다.